# Vidal blanc
Pour les articles homonymes, voir Vidal.
Le Vidal Blanc est un cépage hybride blanc, un croisement de Trebbiano et de Rayon d'Or (Seibel 4986). Il est aussi connu sous le nom de Vidal 256. Ce cépage a un taux élevé de sucre dans les climats froids, tout en maintenant un bon niveau d'acidité.

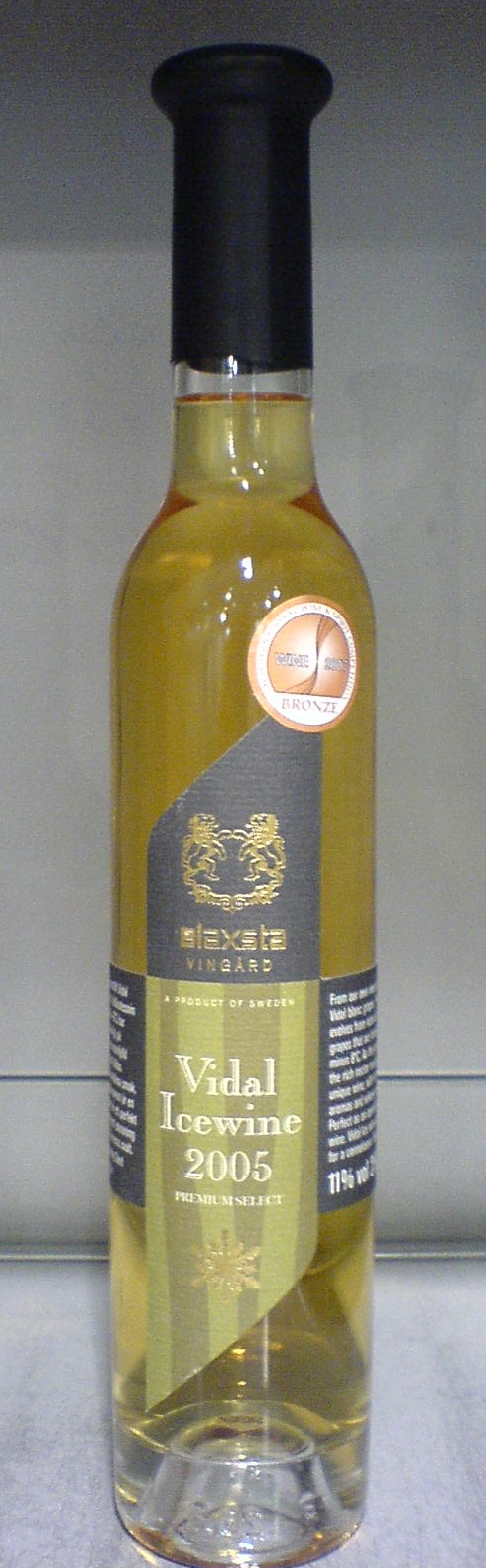
Vin de glace de Vidal, Suède

Le Vidal blanc a été créé dans les années 1930 par Jean Louis Vidal. Le but était de développer un vin qui pourrait faire du cognac (qui est un vin distillé et vieilli). La création de ce cépage a mené au développement d'un hybride très résistant au froid, très utilisé dans le nord-est des États-Unis et au Canada.
Grâce à cette résistance au froid il s'agit du cépage le plus utilisé pour la fabrication de vins blanc au Québec. Le Vidal blanc est souvent utilisé pour les vins de glace, particulièrement en Ontario.
Il est aussi cultivé dans le nord-est de la Chine, au climat subarctique. En 2010, un vin de glace produit avec du vidal, dans la région de Ji'an au Jilin, a été primé au " Colombin Cup " International Wine Awards de Yantai.
À titre anecdotique, on peut citer aussi un vin de glace fait de vidal produit en Suède (Blaxsta Winery).